# Megachernes grandis
Espèce
Synonymes
- Chernes grandis Beier, 1930

Megachernes grandis est une espèce de pseudoscorpions de la famille des Chernetidae.

## Distribution
Cette espèce se rencontre en Indonésie, en Malaisie et aux Philippines.

## Publication originale
- Beier, 1930 : Die Pseudoskorpione der Sammlung Roewer. Zoologischer Anzeiger, vol. 91, p. 284-300.